# 住吉町 (弘前市)
住吉町（すみよしちょう）は、江戸期から現在にかけての青森県弘前市の地名。郵便番号は036-8187。2017年6月1日現在の人口は124人、世帯数は75世帯。

## 地理
弘前城の南東部、青森県道127号石川土手町線の西側、土淵川の東側に位置し、町域の北部から東部にかけて山道町、東部から南部にかけて富田、西部は吉野町に接する。

## 歴史

### 沿革
- 江戸期 - 弘前城下の一町。
- 明治初年～明治22年 - 弘前を冠称。
- 1899年（明治22年） - 弘前市に所属。

### 地名の由来
- 1708年（宝永5年）に富田村領に住吉大明神社地がおかれ、そこから住吉町になる。

## 施設

### 医療
- カサイ外科
- 安井治療院
- 中村歯科医院

### 商業
- 鍵石
- 桜庭板金
- バナナの松幸

## 小・中学校の学区
市立小・中学校に通う場合、学区は以下の通りとなる。
| 町丁   | 番・番地 | 小学校             | 中学校             |
| ------ | -------- | ------------------ | ------------------ |
| 住吉町 | 全域     | 弘前市立大成小学校 | 弘前市立第三中学校 |

## 交通
- 弘南バス

住吉入口（弘前駅 - 小栗山線、他）停留所。